# هنر و صنعت در ایران باستان

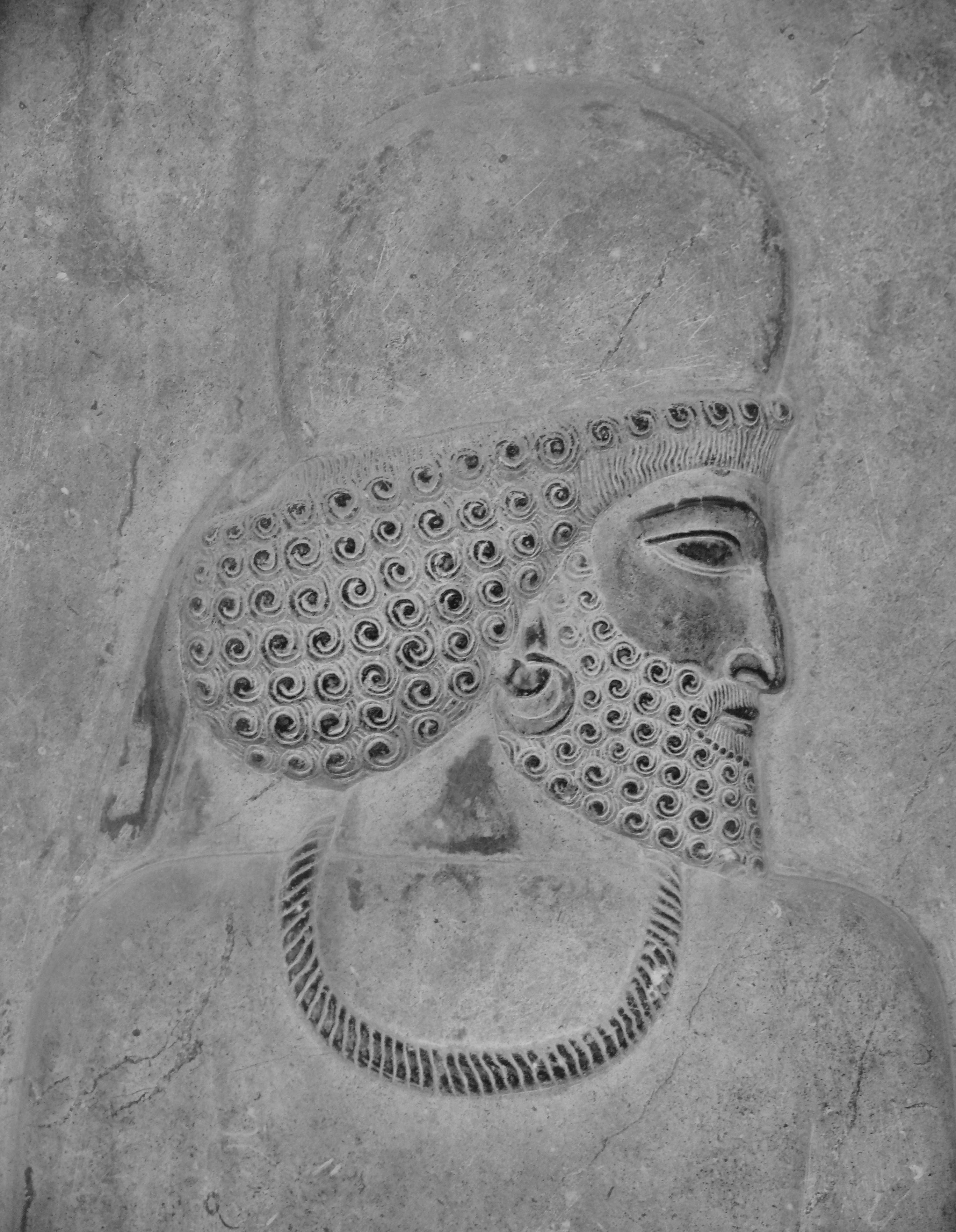
مردی از ماد در کاخ آپادانای تخت جمشید، نمونه‌ای از هنر حجاری ایرانیان

هنر و صنعت در ایران باستان به شناخت پدیدارهای مادی فرهنگی و شیوهٔ معماری و هنری ایرانیان و انواع دست‌بافت‌ها و دست‌ساخت‌های ایران و تحولات آن در ایران باستان اختصاص داده شده‌است.

## صنایع فلزی
شواهد و مدارک باستان‌شناسی این نکته را تأیید می‌کند که شمال و مرکز ایران جزء قدیمی‌ترین مراکز صنایع فلزکاری جهان بوده‌ است. مشخص است که بشر تنها در سرزمینی می‌توانست به سودمندی فلز پی ببرد که در آن فلزات و کانی‌های آن‌ها وجود داشته‌ باشد. ایران از لحاظ طبیعی دارای ذخایر بزرگی از کانی‌هاست. رشته کوه‌هایی که از توروس در ترکیه تا کرانه‌های جنوبی دریای مازندران کشیده می‌شد سرشار از انواع کانی‌ها و سوخت بود و دانش فلزکاری از آنجا به مراکز دیگر در آسیا، آفریقا و اروپا گسترش یافت.

### مس
در اوایل هزارهٔ چهارم پیش از مسیح، مس مصرف عمومی یافت و برای ساختن پیکان، درفش، سنجاق جامه و جواهرات آن را چکش کاری می‌کردند ولی در نیمهٔ دوم هزارهٔ مزبور تغییر قابل ملاحظه‌ای در تکنولوژی فلزات پدید آمد. در این دوره مس را با گداختن آن از کانی جدا کرده و به اشکال مختلف می‌ریختند. اسناد آشوری دلالت دارد به اینکه ایرانیان سنگ مس گوگردی خود را در کوره‌هایی به ارتفاع ۲ متر تشویه می‌کردند در صورتی که احیای آن در کوره‌های هوایی کوچک که قطر دهنهٔ آن در حدود ۲۲ و ارتفاع آن ۴۵ سانتیمتر بوده، انجام می‌شد.
در نزدیکی انارک چند کورهٔ گداز مس ماقبل تاریخ درحالی‌که در داخل بعضی از این کوره‌ها هنوز بقایای مس و سرباره باقی مانده‌ بود، کشف شده‌ است

### مفرغ

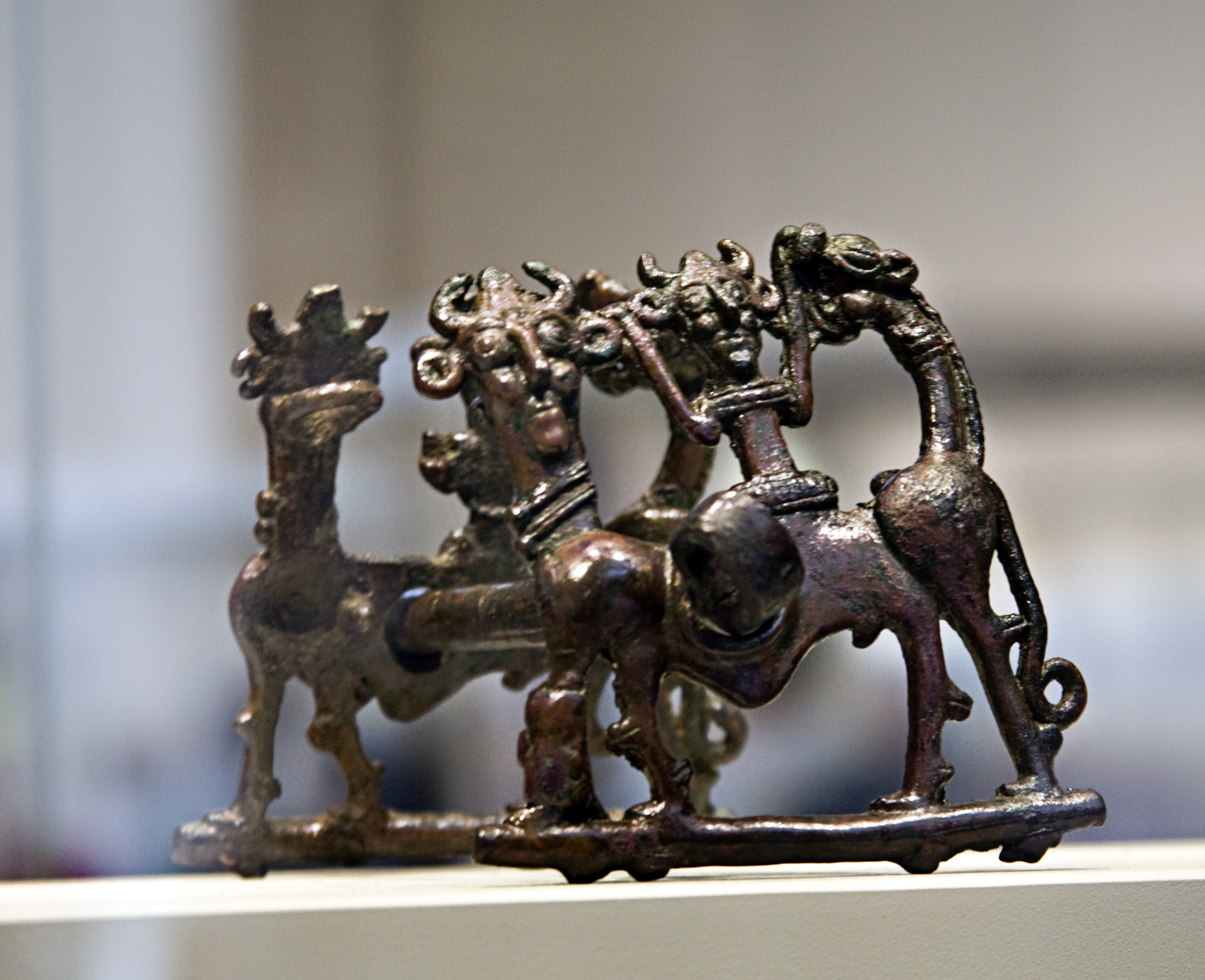
مفرغ لرستان، موزه بریتانیا

از گورستان شوش، تپهٔ گیان و تپه گئوی ابزار مفرغی (برنز)و زینت‌آلات مفرغی و نقره‌ای بسیاری به دست می‌آید. ابزار مسی یافت شده از هزارهٔ چهارم پیش از مسیح دارای مقادیر مختلف طلا، نقره، ارسنیک، آنتیموان، آهن، نیکل و قلع هستند. اما نمونه‌های پیدا شده، متعلق به ۲۵۰۰ سال پیش از مسیح به بعد نشان می‌دهد که مقدار قلع در مفرغ ۵ درصد است و این مقدار در مدت ۱۰۰۰ سال به ۱۰ درصد می‌رسد. می‌توان حدس زد که فلزکاران در آن موقع از گداختن سنگ‌های مس و قلع با هم دست کشیده و هر کدام از آن‌ها را جداگانه ذوب می‌کردند بدین ترتیب آلیاژ دقیقی به دست می‌آوردند و جز به این طریق نمی‌توان علت وجود مقدار یکسان قلع را در آنها، توجیه کرد.
گذار از عصر سنگ به عصر مس بسیار تدریجی بود ولی در ایران عصر مفرغ در ۲۰۰۰ سال پیش از مسیح به خوبی پیشرفت کرده‌بود. چنین به نظر می‌رسد که بسیاری از اشیای مفرغی آن دوره، در قالب‌هایی از سنگ‌های نرم ریخته می‌شد بدین ترتیب که نیمی از آن شیئی در یک سنگ و نیم دیگرش در سنگ دیگر، کنده‌کاری شده‌بود. این قالب‌ها دارای مجرای فرار هوا و لولهٔ تغذیه بودند.

### آهن

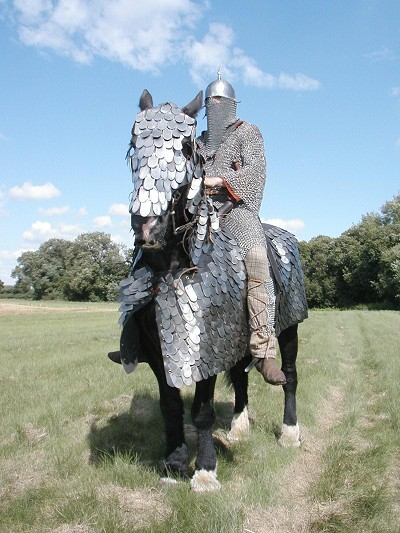
بازسازی پوشش سپاهیان ایرانی در دوران ساسانی

با ورود قوم آریایی که در هزارهٔ اول پیش از میلاد به ایران انجام گرفت افزایش استعمال آهن در آثار بجا مانده دیده می‌شود گرچه به‌طور قطعی نمی‌توان میان این دو امر رابطه‌ای برقرار کرد. جدول زیر زمان تقریبی پیدایش عصر آهن را در کشورهای مختلف نشان می‌دهد.
| زمان عصر آهن بر حسب تاریخ پیش از مسیح | محل                     |
| ------------------------------------- | ----------------------- |
| ۱۹۰۰ تا ۱۴۰۰                          | ارمنستان                |
| ۱۴۰۰ تا ۱۲۰۰                          | هیتی‌ها                  |
| ۱۲۰۰ تا ۱۰۰۰                          | ایران                   |
| ۱۲۰۰ تا ۷۰۰                           | مصر                     |
| ۹۰۰                                   | آشور                    |
| ۶۰۰                                   | هال استات (اروپای سلتی) |

### فولاد
ایرانیان قدیم برای آهن ورزیده و فولاد آبپذیر کلمات جداگانه‌ای داشتند. آهن ورزیده را آهن و فولاد آبپذیر را در زبان کهن ایران پولاد می‌نامیدند. در گورستان تپه سیلک که محققاً می‌توان آن را متعلق به ۱۲۰۰ تا ۱۰۰۰ پیش از مسیح دانست، اشیای باستانی باارزشی کشف شده‌است. یکی از آن‌ها شمشیری است که دست و قبضهٔ آن از مفرغ ساخته شده و یک تیغهٔ فولادی نازک، روی مفرغ، پرچ شده‌است. همچنین در این گورستان چنگک‌های فولادینی یافت شده که با استادی تمام چکش کاری شده‌است.

یکی از فلزکاران روسیه شمشیرهای اصیل کهن ایرانی را با روش عکسبرداری میکروسکوپی تجزیه کرد و به این نتایج رسید که:
1. آنچه که در قرون وسطی با نام فولاد موج‌دار در اروپا رایج شد، در روسیه به نام ایرانی آن بولات یا پولاد معروف بود.
2. این نوع فولاد موج دار دارای سطح آبگونه‌ای شکیلی است که با بیشتر فولادهای ورقه‌ای مواج فرق دارد.
3. روس‌ها معتقدند که فولاد موج دار در هند اختراع شد و بعد به ایران آمد. اما این تحقیقات تفاوت ساخت فولاد ایرانی و فولاد هندی را مشخص می‌کند.[۵]

در سدهٔ سوم میلادی از گاهنامه کوکویائو چنین بر می‌آید که چین در زمان ساسانیان، فولاد را از ایران وارد می‌کرد. این کتاب به ویژه از خطوط مارپیچی که در رویهٔ فولاد ایرانی بود سخن می‌گوید از اینرو باید گفت که آهنی که از ایران وارد چین می‌شد، موج‌دار بوده‌است. این امر شک جوزف نیدهام محقق صنعت آهن و فولاد در چین را تبدیل به یقین کرد که فن موجدار کردن اگر از ووتز هند نباشد، از ایران پدید آمده‌است.

فولاد پارتی یا ایرانی که رومی‌ها اغلب از آن سخن گفته‌اند پس از فولاد هند در دنیا اول بود؛ و امروز بر این باورند که این فولاد از راه قالگذاری صفحه‌های صاف آهن ورزیده با گرد زغال‌چوب در بوته‌ها ساخته می‌شد. این روش تولید بعدها به عربستان، بین‌النهرین و دمشق و بالاخره به شهر تولدو در اسپانیا که مرکز دانش و فنون اسلامی بود، نیز سرایت نمود.

### برنج
از برنج برای نخستین بار در زمان سارگن دوم (سدهٔ هشتم پیش از مسیح) یاد شده‌است. این نظریه وجود دارد که موسونیک‌ها یا مشکی‌ها، به عبری مشخ، که مردمی در آسیای صغیر بودند، آلیاژ مس آن را کشف و در زمان شاهنشاهی هخامنشی آن را در ایران متداول کردند. زوسیموس نویسندهٔ یونانی که در چهار صد سال پیش از میلاد به دنیا آمده‌است، با ساختن توتیا از کالامین آشنایی دارد. وی توتیا را آلیاژ ایرانی یا آلیاژ زرد می‌نامد و یک ایرانی افسانه‌ای به نام پایانیدوس (Papanidos) پسر سیتوس (Sitos)را مخترع آن می‌پندارد.

کارنامهٔ چین سوئی‌شو (۶۱۷ میلادی) برنج را توئوشی (t ou-si) می‌نامد که در زمان ساسانیان از ایران به چین وارد می‌شد. کتاب کوکویائولون (Ko-ku-yao-lun) که تکنولوژی دنیای کهن را شرح می‌دهد، دربارهٔ برنج تقلبی چینی سخن می‌گوید و اشاره می‌کند که برنج اصلی به نام توئوشی که از ایران می‌آید از مس طبیعی و بلوم روی تهیه می‌گردد. همین منبع می‌گوید که ایرانیان نخستین ملتی بودند که روی را از کانی‌ها بیرون آوردند و آلیاژ برنج را درست کردند.

### طلا
از آنجایی که قسمت بیشتر طلاهایی که در گذشته روی آن کار شده‌است از ته نشست‌های رودخانه‌ها به دست آمده، فقط باید روش پالایش آن را ذکر کرد. برای فلزکاران ایرانی که در گداز مفرغ قرن‌های طولانی استاد بودند، گداز طلا دشوار نبوده‌است. روش پالایش طلا به وسیلهٔ قالگذاری بوده‌است. قالگذاری روشی است که به کمک سربی که به گداز افزوده می‌شود فلزات گرانبها را از فلزات پست جدا می‌کنند سپس سرب و فلزات پست را اکسید می‌کنند. قرن‌ها در ایران این روش به کار می‌رفته‌است. در زمان‌های متأخرتر و حدود سدهٔ دوم پیش از میلاد روش پیشرفته‌تر کلروهی نیز در ایران شناخته شده‌بود. در این روش کلر با نقره ترکیب می‌شود و آن را از آلیاژ طلا و نقره‌ای که به دنبال قالگذاری با سرب پدید آمده‌است، جدا می‌کنند.

### نقره

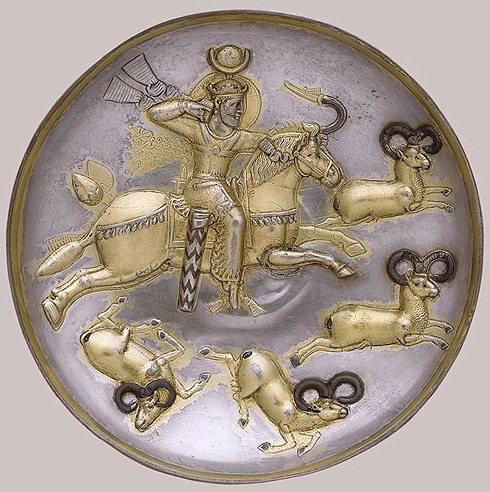
بشقاب شکار قوچ مربوط به دوره ساسانی

در روسیه مقدار کثیری از ظروف نقره ساسانی به دست آمده‌است، ولی در خود ایران اشیاء قابلی کشف نشده‌است. ظاهراً علت آن این است که ایران پس از این دوره بارها مورد تهاجم قبایل دیگر قرار گرفته‌است. نمونهٔ بسیار نفیس این گونه ظروف نقره، جام نقرهٔ زمان خسرو پرویز است که اکنون در کتابخانه ملی پاریس مضبوط است.

## صنایع ساختمانی
شرایط آب و هوا و فراوانی مواد ساختمانی و میراث فرهنگی سبب شد که تمام شیوه‌های ساختمانی اقوامی که از زمان‌های باستانی و روزگاران کهن فلات ایران را اشغال کرده‌ بودند، دست‌ به‌ دست شده به فرزندان آنان منتقل گردد. استادان و معماران ایرانی روش زدن طاق‌های ضرب و گنبدگون را به دیگران آموختند و سبک‌هایی چون آپادانا، ایوان و طاق‌نماهای تیز را بر جای گذاشتند.

### معماری

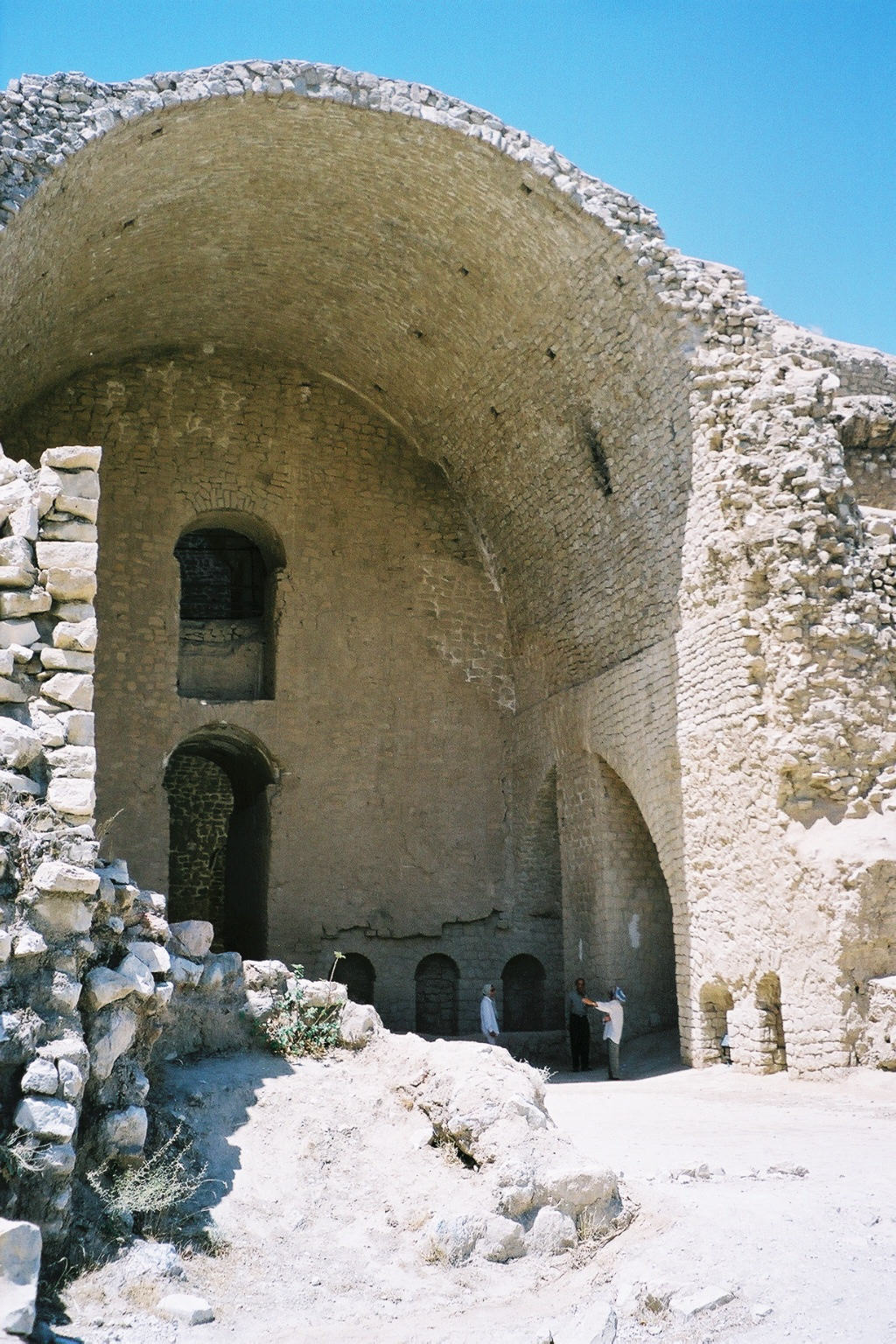
ایوان کاخ اردشیر بابکان در فیروزآباد

یکی از ابتکاراتی که ایرانیان در مهندسی ساختمان کردند، ایوان است که آن را مشابه و نظیر تالار آپادانا می‌توان دانست. ایوان به طرف حیاط باز می‌شود و سقف آن از زمان پارت‌ها تخت نیست بلکه سقف ضربی است. ایوان یکی از ویژگی‌های ارزندهٔ ساختمان روزگار ساسانی بود و از اسلام به بعد جزو خصوصیات مسجد ایرانیان گردید.
سقف ضربی نیز سقفی بود که نیازی به ستون‌های چوبی نداشت. در زمان پارت‌ها و ساسانیان بنای سقف‌های گنبدگون در ساختماهای همگانی و خصوصی به آخرین درجهٔ تکامل رسید. این سقف‌ها در اصل به دو گونه بود یکی تاق ضربی بشکه‌ای برای اتاق‌های مستطیلی و یکی هم سقف گنبدی که روی اتاق‌های چهارگوش زده می‌شد. معماران و استادکاران ایرانی برای رسیدن از پایه چهارگوش به گنبد دایره‌ای، تاق‌نما را اختراع کردند. ایرانیان این شیوه سقف‌های ضربی را در زمان اسلام هم حفظ کردند، به گونه‌ای که امروزه آن در بسیاری از مسجدها و ساختمان‌های همگانی دیده می‌شود.
در خارج ایران، معماران ایرانی، شیوهٔ تالار آپادانا را در جهان اسلام پراکندند. طبری مورخ بزرگ (۹۲۲–۸۳۹ میلادی) می‌نویسد وقتی که زیاد بن ابیه فرماندار بصره در سال ۶۷۰ میلادی می‌خواست مسجد بزرگ کوفه را از نو بسازد، معماران غیرمسلمان را احضار کرد و دستور داد تا بنای بی‌نظیری برپا کنند، مردی که در عهد خسروپرویز شاه ایران معمار بود، گفت «این کار فقط وقتی عملی است که ستون‌های سنگی آن را از کوه‌های اهواز بیاورند.» طبری می‌نویسد که سقف مسجد بدون طاق‌نما و روی ستون‌ها قرار داشت همچنین در سال ۶۸۴ میلادی وقتی که عبدالله بن زبیر می‌خواست خانهٔ کعبه را تجدید بنا کند، از معماران ایرانی دعوت کرد.
برج‌های تهویه یا بادگیر از ویژگی‌های خانه‌های مرکز ایران است. این بادگیرها هوای تازه و خنک بادهای شب را به داخل اتاق و زیرزمین می‌آورند.

### گچ‌کاری
نارک‌کاری با گچ یا گچ‌کاری بیش از ۲۵۰۰ سال در ایران سابقه دارد. گچ نه تنها ارزان و طرز کار با آن آسان و هر نوع مواد و مصالح ساختمانی را استحکام کافی می‌بخشد بلکه روی آن می‌توان رنگ‌آمیزی نیم‌رخ‌های برجسته و گچکاری و شبکه‌کاری ظریفی انجام داد. پیشه‌وران ایرانی با استعداد شگرف هنری خود این مادهٔ پیش پا افتاده را با نازک‌کاری به مرحلهٔ هنرهای زیبا رساندند. هیچ پیشه‌ور کشور دیگری به جز شاید هنرمندان سبک باروک اروپای غربی نتوانسته‌اند در این راه با هنرمندان ایرانی برابر شوند. امروزه تنها چند قطعه از گچ‌بری‌های زمان هخامنشیان، سلوکیان و پارت‌ها به دست ما رسیده‌است و فقط سایه‌ای از زیبایی چند رنگ اصلی آن‌ها برجا مانده‌است همچنین گچ‌بری‌های خرابه‌های کاخ ساسانیان تنها تصویر ضعیفی از پیشهٔ گچ‌بری به ما ارائه می‌دهد.
کریستن سن ایرانشناس معروف دانمارکی می‌نویسد گچ‌بری‌های دوران اشکانیان ترکیبی از عناصر ایرانی و یونانی است و با مهارت و زیبایی خاصی ساخته شده‌است، وی اضافه می‌کند که بعضی از گج‌بری‌های کوه خواجه از بهترین گچ‌بری‌های بین‌النهرین بهتر و قشنگتر هستند.

### سنگ‌تراشی
در ایران باستان سنگ‌تراشی و حکاکی بر روی سنگ و نقش برجسته بر روی سنگ اهمیت وافری داشت. در دوره هخامنشیان در ساختمان‌های پارسه و نیز در سینه کوه بیستون سنگ‌تراشی‌هایی از دوره هخامنشی به‌دست آمده‌است. در دوره اشکانیان اگرچه این حرفه همچنان دنبال می‌شد و تا حدی آنگونه که از مجسمه هرکول در غرب ایران برمی‌آید تحت تأثیر هنر یونانی واقع شده‌بود، اما به نسبت دوره هخامنشی افت محسوسی داشت. با حذف امپراتوری اشکانی و تأسیس سلسله ساسانی این صنعت در ایران جانی دوباره گرفت. اگرچه باز هم در نقوش ظریف به مرتبه هنر سنگ‌تراشی هخامنشی نمی‌رسیدند و تا حدی نقوش سنگی تراشیده‌شده ساسانی بزرگ‌تر و درشت‌تر می‌نمایند اما این حرفه به کلی در ایران گسترش یافت. در دوره ساسانی آثار کم‌نظیری در زمینه سنگ‌تراشی پدید آمد که مهم‌ترین آن‌ها نقوش برجسته طاق بستان در کرمانشاه است. از دیگر آثار مهم به‌جای مانده از دوره ساسانی می‌توان به نقوش برجسته نقش رستم و نقش رجب نیز اشاره کرد. معمولاً نقوش برجسته سنگی و سنگ‌تراشی برای بیان یا ثبت یک واقعه مهم تاریخی مانند تاجگذاری یا شکست یک دشمن مهم تصویر می‌شد.

## صنایع نساجی
بافتن قالی و مفروش ساختن خیمه‌ها و کاخ‌ها و تالارهای بزرگ از دوران بسیار کهن از هنرهای ویژهٔ ایران بوده و پارچه‌ها و قالی‌های پشمی، ابریشمی و زربافت ایران شهرت جهانی داشته و دارد. خدمت صنعتگران ایرانی به پیشرفت صنعت، در هیچ جا بهتر از توسعهٔ نساجی عیان نیست. ایران در زمینهٔ نساجی و بافندگی نیز از موقعیت جغرافیای مرکزی خود سود برده‌ است. چین در خاور دور در بافندگی ابریشم‌های لطیف تجربهٔ زیادی داشت، شبانان آسیای مرکزی که از پشم گوسفند خود استفاده می‌کردند قالی و فرش را به وجود آوردند در صورتی که آشوری‌های باختری، قرن‌ها در بافتن پشم و کتان معروف بودند و هند در جنوب کشت پنبه را توسعه داد و آن را در نساجی به کار برد. ایران توانست از تمام این منابع بهره برگیرد اما هر وقت بافندهٔ ایرانی روش جدیدی اقتباس می‌کرد، بی‌درنگ آن را با راه و روش خود تطبیق می‌داد و کوشش می‌کرد که از لحاظ فنی آن را بهبود بخشد.

### پارچه‌بافی

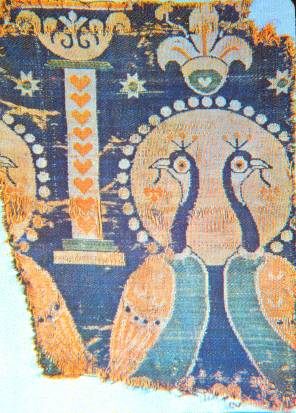
پارچه دوران ساسانی.

تاریخ نساجی در ایران به آغاز عصر نوسنگی می‌رسد. در حفاری‌هایی که در غاری نزدیک دریای خزر به عمل آمد قطعات پارچهٔ بافته شده از پشم گوسفند و موی بز بدست آمد و با روش آزمایش کربن ۱۴ معلوم شد که مربوط به ۶۵۰۰ سال (۲۰۰ سال کمتر یا بیشتر) پیشتر از میلاد مسیح است. دوک سره و خامه‌هایی در خانه‌های اولیهٔ فلات ایران پیدا شده که تاریخ آن به ۵۰۰۰ سال پیش از مسیح می‌رسد.
همچنین در بین آثار پیدا شده در تپهٔ سیلک کاشان مربوط به ۶۰۰۰ سال پیش از تاریخ، چاقویی از استخوان یافته‌اند که مردی را می‌نمایاند، بر پیکر استخوانی، پارچه‌ای شبیه لنگ نقش بسته که بر کمر بسته‌است. شیئی نامبرده قدیمی‌ترین نقش انسانی است که بر بین اشیاء ماقبل تاریخی دیده شده‌است.
بافندگی پارچه‌های طرح‌دار در حدود ۱۰۰۰ سال پیش از میلاد به شکل طرح دو پودی در غرب ایران ایجاد شد. در این روش دو پود باهم و در یک زمان برده می‌شوند که یکی از آن‌ها برای ساده‌باف است و دیگری فقط در جاهایی که طرح لازم داشته‌باشد به روی پارچه آورده می‌شود وگرنه در همان پشت پارچه آویزان باقی می‌ماند. این شکل سادهٔ پارچهٔ مرکب است که آن را پود طرح مرکب می‌نامند.

در آغاز عصر مسیحیت روش دیگری در بافت پارچهٔ تار مرکب در چین پیدا شد. در دورهٔ پارت‌ها روش چینی در خاور ایران متداول بود. وقتی که این شیوه به سوی باختر گسترش یافت بافندگان ایران چون به طرح بافت پودی عادت داشتند روش چینی‌ها را معکوس کرده و یکپارچه ترکیبی بافتند. این روش ترکیبی نو هیچ‌گاه از بین نرفت و به همان شکل هم به روم شرقی (بیزانس)، سیسیل، ایتالیا، و شمال اروپا رفت و در آنجا به نام پارچه‌های مرکب شناخته شد. از زمان ساسانیان به این طرف بافت جناغی مرکب بیشتر از پارچهٔ مرکب متداول شد و این نوع بافت تا امروز هم ادامه دارد.

#### پارچه‌های زربفت و سیم‌بافت
جزئیات لباس داریوش سوم (۳۳۱–۳۳۷ پیش از میلاد) در دست ماست. «.... و شنلی که از طلا می‌درخشید و روی آن دو شاهینی که منقارهای خود را روبروی هم داشتند کشیده شده‌بود.»

روایات چینی لیانگ حاکی از آن است که در سال ۵۲۰ میلادی یکپارچه گلابتون‌دوزی ایرانی برای امپراتور (wu) فرستاده‌شد و اضافه می‌کند که جامهٔ شاهان ایران از این جنس ساخته می‌شود. هان تسانگ مسافر چینی که از ایران در آغاز سدهٔ ششم دیدن کرده، مهارت بافندگان ایرانی را در تولید پارچه‌های زیبای پشمی، ابریشمی و گلابتون‌دوزی ابریشمی می‌ستاید. مراکز بافت پارچه در زمان ساسانیان در شوش، شوشتر، جندی شاپور و بصینه بود. در این شهرها و شهرهای خاوری خراسان پارچه‌های فلزبافت، صنعت مهمی بشمار می‌آمد. بسیاری از پارچه‌های قیمتی که در آنجا بافته می‌شد به اروپای قرون وسطی راه یافت و در اروپا از آن برای اماکن مقدسه، لباس‌های کلیسا و کشیشان و لباس تاجگذاری پادشاهان استفاده می‌کردند. پارچه‌هایی که از آن روزگار باقی مانده اطلاعات ما را دربارهٔ مهارت پارچه‌بافان زمان ساسانیان تکمیل می‌کند.

#### ابریشم‌بافی
نمونه‌های فراوانی از کارهای ابریشم‌بافی ایران در موزه‌های جهان نگهداری می‌شود و بررسی متخصصان، کیفیت پیشرفتهٔ این هنر را آشکار می‌کند. محققان همچنین روشن کرده‌اند که ابریشم ایران از طریق بازرگانان مسیحی به اروپا راه یافته و برای پوشش بسیاری اجساد قدیسان از این نوع پارچه استفاده شده‌است.

در دوران ساسانی ابریشم و صنعت آن در بیشتر شهرهای ایران و به ویژه در شهرهای شوش، شوشتر، دزفول و جندی شاپور رواج فراوانی داشت و هر کدام از شهرهای ایران با سبک‌های گوناگون نوع خاصی از پارچه را تهیه می‌کردند. بازرگانان ایران در این زمان قدرت خود انحصار ابریشم از چین تا روم را در دست داشتند و گاه پیشرفت صنایع بافندگی و ابریشم کاری ایران به گونه‌ای بوده‌است که نه تنها ایرانیان و خاصه زنان ایران را از نیاز به کالاهای خارجی بی‌نیاز کرده‌است بلکه به تولید و تجارت ابریشم در روم نیز آسیب رسانده‌است بطوریکه کلیسای بیزانس به ناچار بر آن شده‌است که تا استعمال پارچه‌ها و و بافت‌های ابریشمی ایران را ناروا اعلام کند. بافت حریر نیز در این دوره رونق یافته و از مشرق زمین به اروپا راه یافت.

### فرش‌بافی

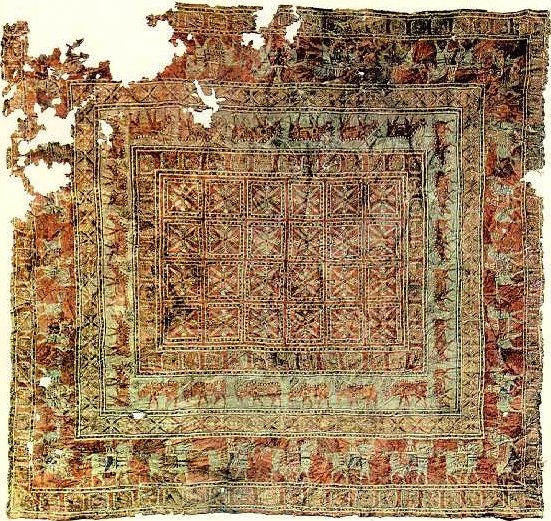
فرش پازیریک قدیمی‌ترین فرش دنیا، بیشتر پژوهشگران این قالی را از دست‌بافت‌های پارت‌ها یا مادها می‌دانند، این موضوع نشان از قدمت رنگرزی در ایران‌زمین دارد.

سابقهٔ فرش را در جهان می‌توان به آغاز تمدن در جوامع بشری مربوط دانست. محققان نتوانسته‌اند زمان دقیقی برای تهیه اولین بافته از این پدیدهٔ زیبای انسانی تعیین کنند. بی‌شک ایرانیان نیز نمی‌توانند ادعای تولید اولین فرش‌های دستباف را داشته باشند ولی شواهد و مدارک تاریخی و به‌خصوص کشف فرش پازیریک نشان از سهم عظیم ایرانیان در خلق و تولید این هنر گران‌بها را دارد. گزنفون به هنگام ثبت جنگ‌های ایران اشاراتی دارد دال بر اینکه ایرانیان زیر بسترهای خود از فرش‌های نرمی استفاده می‌کرده‌اند اما در اینکه نمونهٔ مورد بحث واقعاً فرش بوده یا انواعی از نمد یا گلیم منقوش و غیره اختلاف نظر وجود دارد.
در کتابی که در سال ۱۹۵۰ میلادی دربارهٔ کشفیات پروفسور سرگی رودنکو باستان‌شناس روس انتشار یافت، از کشف فرشی سخن رفته‌است که از گور یخزده یکی از شاهان سکایی در آلتایی مغولستان نزدیک به نواحی جنوبی سیبری به دست آمده‌است. این فرش به نام محل کشف فرش پازیریک نامیده‌می‌شود و به مدد یخ‌های جاودانی سیبری به نحوی شگفت‌انگیز تقریباً سالم مانده‌است و امروز در موزه آرمیتاژ سن پترزبورگ نگهداری می‌شود. این فرش از نوع پرزدار و گره‌دار است و قدمت آن به ۵ سده پیش از میلاد می‌رسد. آنچه که از نظر تاریخی ساخت این فرش را به ایرانیان نسبت می‌دهد طرح و نقشهٔ آنست که سواران پارسی با پوشش و سلاح‌های آنان نقش شده‌اند و آشکارا نقش‌های تخت جمشید را به یاد می‌آورد. محققان نظر می‌دهند که این فرش در مناطق ایرانی‌نشین بافته شده و این ادعا مطرح می‌شود که در ۲۵۰۰ سال پیش در ایران فرش بافته شده و گره‌دار با نقش‌های دقیق تولید می‌شده‌است.

تاکنون فرشی که متعلق به ایران باستان باشد از خود ایران به دست نیامده است اما در منابع تاریخی اشاره به وجود فرش در ایران شده‌است، از جمله در حملهٔ هراکلیوس امپراتور روم شرقی به شهر دستگرد که در سال ۶۲۸ میلادی و در زمان پادشاهی خسرو پرویز انجام گرفت، در لیست اموال تاراج‌شده از قالی‌های پرپشم سخن رفته‌است. همچنین تعداد ۶۰۰ فرش در لیست خراج سالیانهٔ طبرستان به خلیفهٔ بغداد وجود دارد. پلوتارک مورخ یونانی نوشته‌است «نخستین ملتی که در فرش‌ها صورت انسانی و حیوانات و مناظر بدیع طبیعی را نقاشی کرد، ایران هخامنشی بود.»

### رنگرزی
رنگرزی در ایران سابقهٔ دیرینه‌ای دارد. پیش از اسلام، به خصوص شواهدی همچون اشارهٔ گزنفون مورخ یونانی، به کارگاه قالی بافی شاهان هخامنشی در شهر سارد مربوط به ۴۰۰ سال قبل از میلاد و نوشته‌هایی دربارهٔ قالی ارغوانی رنگ، روی قبر کوروش و کهن‌ترین اثر دارای گره ایران، که تا به حال نخستین نمونه قالی ایران محسوب شده و توسط پروفسور رودنگر در مغولستان در ناحیه‌ای به نام پازیریک کشف شده‌است، وجود هنر قالی بافی و به پیرو آن صنعت رنگرزی را از آغاز تاریخ ایران باستان به صورت هنری ارزنده و تکامل یافته در منطقه قطعی می‌سازد. در حاشیهٔ فرش پازیریک، نقش تعداد زیادی اسب به چشم می‌خورد و در بافت آن از رنگ‌های سبز، آبی، قرمز و زرد استفاده شده‌است. با بررسی نقوش و همچنین طریقهٔ بافت آن معلوم می‌شود که دست کم سنت هزار ساله‌ای لازم است تا چنین فنون پیچیده‌ای شکل گیرد.
در دوره ساسانی رنگرزان از احترام خاصی برخوردار بوده‌اند. کشف نمونه‌هایی از پارچه‌های دوره ساسانی که شاهکارهایی از ذوق و ظرافت و هنر طراحی و رنگرزی به حساب می‌آید ناشی از وجود صنایع پیشرفته رنگرزی و نساجی و بی تردید بافت فرش است که اعتبار آن را به اوج می‌رساند. از نمونه‌های فرش ساسانی فرش بهارستان یا بهارخسرو می‌باشد که علاوه بر استفاده از سنگ‌ها و جواهرات و تزئینات گران بها و بی‌نظیر، استفاده از رنگ‌های زیبایی که تمام فصول سال را به نحو شگفت‌انگیزی در مقابل نگاه بیننده قرار داده‌است.
شیوهٔ ساسانیان در به‌کارگیری رنگ‌ها با شیوهٔ بیزانسی تفاوت داشته و تنها رنگ‌های به کار رفته یکی‌است ولی رنگ‌های ساسانی دارای درخشش کمتر و معتدل‌تر است و هنرمندانه‌تر تقسیم شده و با در نظر گرفتن نقش انتخاب شده‌اند.
پژوهش‌های باستان‌شناسی مؤید آن است که ایرانیان در رنگرزی مانند سایر اقوام و ملل قدیم بسیار با تجربه بوده و مواد رنگزایی که در منسوجات خود به کار می‌برده‌اند، بسیار با ثبات و چشمگیر بوده‌است. برای سال‌های متمادی مواد رنگزای طبیعی یکی از اقلام صادراتی ایران بوده‌است.

## سرامیک‌سازی

### سفالینه‌سازی
باستان‌شناسان در طی سدهٔ اخیر تعداد زیادی ظروف سفالی و اشیاء دیگر در منطقه‌ای از مشرق ایران تا عراق و از قفقاز تا دره سند را از زیر خاک بیرون آوردند. سفال‌های پیش از تاریخی که در این مناطق یافت شده‌است سبک ساخت تقریباً یکسانی دارند و در سطح فنی بسیار پیشرفته هستند. کهن‌ترین ظرفی که در ایران یافت شده‌است ظرف سیاه دودآلودیست که همانند قدیمی‌ترین ظروف سفالی است که در جاهای دیگر پیدا شده‌ است و به هزارهٔ چهارم پیش از میلاد تعلق دارد. از شوش در ایلام سفال‌هایی به دست آمده‌ است که به نام شوش اول معروف است و متعلق به دوره‌ای مابین ۳۵۰۰ تا ۲۵۰۰ پیش از میلاد مسیح است.

سفالینه‌های بسیار کمی از زمان هخامنشیان به دست آمده‌ است و حال آنکه از صنایع دستی دیگر به ویژه فلزکاری و مجسمه‌سازی از سنگ، اشیای فراوانی پیدا شده‌ است. تنزل پیشه سفال‌سازی را در این دوره، به بالا رفتن سطح زندگی مردم نسبت داده شده‌است. بدین ترتیب گمان می‌رود که در خانهٔ شاه زر و سیم و مرمر سفید برای ساختن ظروف استفاده می‌شده و در خانه‌های مردم متوسط ظرف‌های مسی و برنجی متداول بوده و تنها افراد تهیدست از فراورده‌های سفالی استفاده می‌کردند.

این وضع پیشهٔ سفالگری که فقط ظرف سفالی برای رفع حوائج روزانه ساخته می‌شد در دورهٔ سلوکیان و شاهنشاهی پارت ادامه یافت اما باید متذکر شد که پارت‌ها لعاب سرب را با رنگ‌های گوناگون متداول کردند در این دوران بسیاری از ظرف‌های مورد استفادهٔ روزانه رو چرخ و صفحهٔ کوزه‌گری ساخته می‌شد و اغلب پیش از لعاب دادن روی آن کنده‌کاری می‌کردند، یا پاره‌ای از آن‌ها را در قالب‌های فشردهای کنده‌کاری کرده پخته و درست می‌کردند. همچنین مهره‌های تزئینی روی آنان زده می‌شد که تا اندازه‌ای مانند فن نشان‌دار کردن (Terra Sigillata) رومیان بود. پاره‌ای فراورده‌های زیباتر دارای تزئیناتی است که بعدها به نام باربوتین (Barbotine) شناخته شد و آن فنی بود که خمیر نازکی از گل رس از سوراخ کیسه‌ای با فشار به شکل خطوط و مارپیچ روی ظرف نهاده می‌شد و همانند کاری است که امروزه شیرینی‌سازان برای ساختن گل‌های روی کیک به کار می‌برند.

کوزه‌گری در زمان ساسانیان گسترش نیافت و کوزه‌گران همان روش و سبک پارت‌ها را ادامه دادند ولی کار آن‌ها قابل قیاس با کیفیت کار استادان فلزکار زمان ساسانی نیست.

#### مختصری از تاریخ بدنه‌های رسی، رنگیزه‌کاری و لعاب‌های اولیه

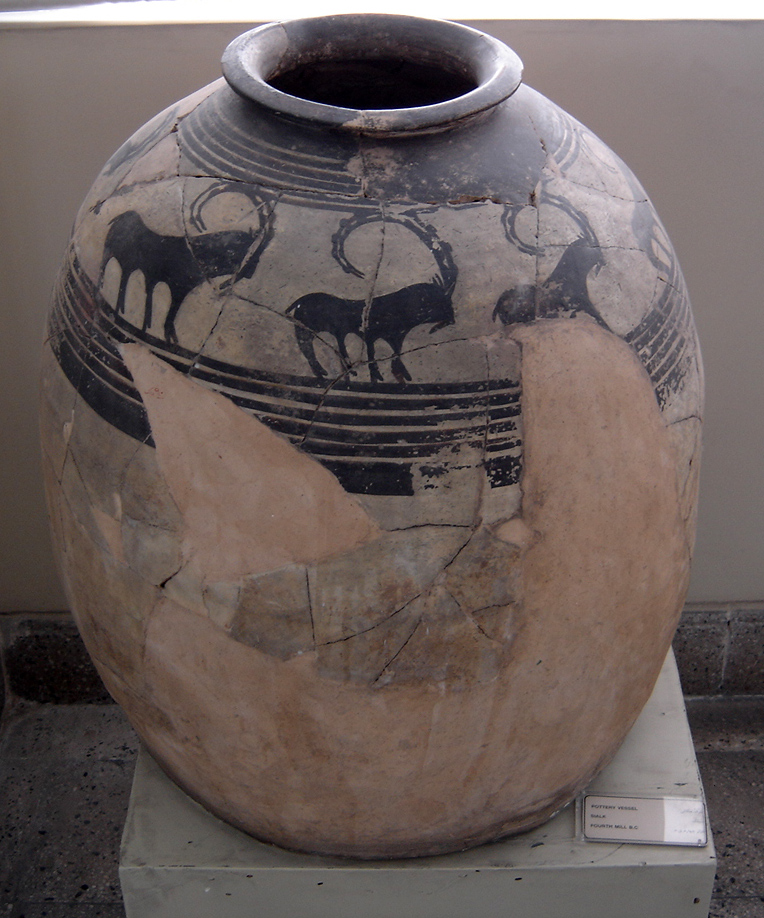
سفال کشف شده در تپه سیلک.

معروفترین پیشرفت‌های فنی در رشتهٔ سفالینه‌سازی در ایران باستان از این قرار است:
1. بدنه‌ای از خاک رس ظریف که بدون تردید آبداده شده‌است. این ظرف در کوره پخته می‌شد و رنگ آن لیمویی، کرم، زرد، صورتی یا گاهی سرخ تیره بود. تیغه‌های کرم یا لیمویی رنگی که پیدا شده‌است، نشان می‌دهد که پخت آن در اتمسفر احیاکننده‌ای انجام شده‌است.
2. گردی کامل و بعضی علاماتی که در موقع چرخ دادن آن به‌دست آمده نشان می‌دهد که لااقل در آنروز چرخ کوزه‌گری با سرعت کم که پیش درآمد چرخ‌های فعلی است، به کار برده می‌شده‌است. تمام ظروف دارای ضخامت یکنواختی هستند.
3. تمام ظروف پیدا شده در دوغ آب خاک رس بسیار نرمی فرو برده شده‌بودند که سطح آن‌ها را اینقدر صاف کرده‌است.
4. یک مادهٔ رنگی که از گرد اکسید آهن آبدار و اکسید منگنز ساخته شده‌بود در آمیختهٔ فوق به کار برده می‌شد. در پخت دوم این رنگ‌ها سیاه یا قهوه‌ای سیر می‌شد.
5. پیش از پایان هزارهٔ چهارم قبل از میلاد چرخ کندرو کوزه‌گری به صورت چرخ تند امروزی درآمد. لااقل این موضوع در مورد سفال‌هایی که در سیلک در مرکز ایران و تپه حصار در شمال شرقی ایران پیدا شده‌است، صدق می‌کند.
6. تقریباً در همان زمان نوعی از کوره در ایران به‌وجود آمد که آتشخانهٔ آن در زیر محل سفال‌ها بود و یک در آجری آن‌ها را از هم جدا می‌کرد. کوره‌ها باید از این نوع باشد تا نظارت و بررسی اتمسفر لازم برای تولید رنگ‌های کرم و نخودی عملی باشد.
7. سفال‌های قالبی در تپه حصار و تل باکون در جنوب ایران پیدا شده‌است. در قسمت‌های مختلف کشور قالب‌های گلی پخته‌شده برای تولید زیاد مجمسه‌های متعلق به سال‌های ۲۵۰۰ تا ۱۷۵۰ قبل از مسیح به دست آمده‌است.
8. سفالینه‌های خاکستری رنگ با لعاب سیاه درخشان ابتدا در حدود ۲۰۰۰ پیش از مسیح در تپه حصار و در سیلک به‌وجود آمد. این سفال‌ها که در کورهٔ احیاکننده پخته شده‌اند، اولین نوع سفالسازی لعابی است که از آن اطلاع داریم.

تمامی این پیشرفت‌های فنی در مدت کوتاهی سفالسازی را یکی از حرفه‌های سامان یافته کرد و از آن تاریخ تاکنون به همین نحو باقی مانده‌است.

## شیشه‌سازی
در روزگار باستان بین‌النهرین در توسعهٔ لعاب سفال‌سازی سرآمد دیگر کشورها بوده‌است. با در نظر گرفتن اینکه ترکیبات لعاب و شیشه یکی است، عجیب نیست که صنعت شیشه‌سازی در بابل، سومر و آشور پیشرفت کرده‌است. گفته می‌شود که فنیقی‌ها این صنعت از بابلی‌ها آموختند این فرضیه با افسانه تلمودی که می‌گوید یهودیان در زمان اسارت دوم خود شیشه‌سازی را آموختند، تطبیق می‌کند. شیشهٔ فنیقی‌ها و یهودیان پیش از آغاز امپراتوری روم بسیار با ارزش بود. باکشف اشیاء زیاد شیشه‌ای زمان پارت‌ها و ساسانیان می‌توان چنین پنداشت که صنعت شیشه‌سازی تقریباً در همان زمان در ایران شایع بوده‌است. مهارت شیشه‌سازان ساسانی بسیار قابل توجه است. اینان به ویژه در هنر تزیین شیشه با چرخ شیشه‌بری کاملاً استاد بودند. یکی از زیباترین نمونه‌هایی که به دست ما رسیده جام خسرو یکم است که امروزه در کتابخانهٔ ملی پاریس نگاهداری می‌شود.

## کشاورزی
در اوستا کتاب مقدس ایرانیان کهن از کارهای نیک در نظر اهورامزدا کشاورزی و آبیاری بوده‌است و آمده‌است که زمین‌های بایر و بیابان‌ها جایگاه اهریمنان و دیوان است. شاهنشاهان هخامنشی کسانی را که با آبیاری زمین‌های بایر را آباد می‌کردند تا پنج نسل از مالیات معاف می‌کردند.

### آبیاری
با در نظر گرفتن مقدار باران سالیانه در برخی از نواحی ایران این سؤال پیش خواهد آمد که با این میزان کم بارندگی چگونه می‌توان کشاورزی کرد. مناطقی که از نظر آب‌وهوایی مشابه این نواحی ایران هستند چون مرکز خشک استرالیا، دریاچه ایره و جنوب استرالیا اصلاً کشاورزی ندارند.

این نکته را باید در نظر داشت که آب و هوای اینگونه نواحی ایران نخست مناسب کشاورزی بوده‌است و به تدریج در اثر تغییرات آب‌وهوایی و کم شدن درختان جنگلی و فرسایش خاک بارخیز، خشک گردیده، این خشک شدن تدریجی ساکنان محلی را وادار کرد که روش‌های هوشمندانه‌ای برای نگاهداری آب مورد لزوم کشاورزی خود ابداع کنند. از نوشته‌های مشروح و مفصل تاریخ‌نویسان و جغرافی‌نویسان سدهٔ نهم تا یازدهم میلادی معلوم می‌شود که تا قبل از تاخت‌وتاز مغولان و ترکان ایران کشاورزی آبی بسیار خوبی داشته‌است.

#### بند

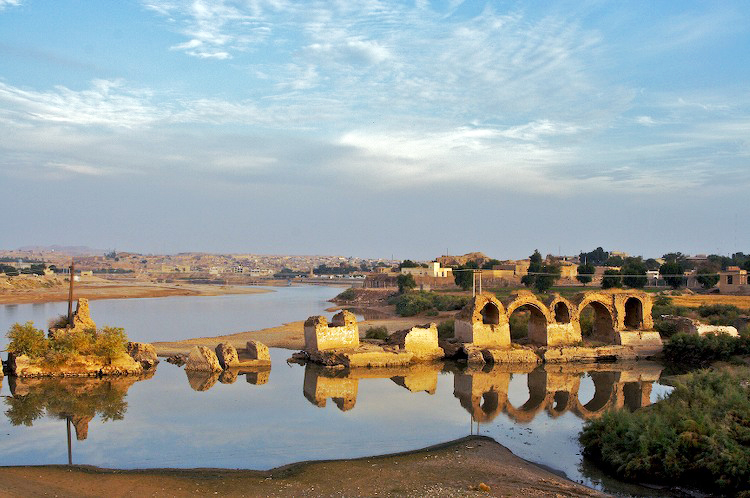
بقایای بند شادروان در شهر شوشتر

بیشتر رودهای ایران در تمام سال آب ندارد. از این رو در طول تاریخ بندآب یا شادروان‌هایی ساخته شد که آب اضافی بهاره در پشت آن جمع شود و سطح آن را بالا آورد تا بتوان مستقیماً یا جوی آب را به کشتزارها رسانید. یکی از بند آب‌ها شادروان است که به دستور شاپور یکم پادشاه ساسانی ساخته شد. این پادشاه پس از پیروزی بر والرین، امپراتور روم در سال ۲۶۰ میلادی اسیران جنگی را به کار گرفت و شادروان را بنا نهاد. مهندسان و معماران این بند را با تخته‌سنگ‌های خارا و ساروج بنا کرده و مانند بند امیر قیدهای آهنی که در سرب فروکرده‌بودند، برای تقویت پی‌ها به کار بردند. ساختمان آن سه سال طول کشید و آب کارون را با دو مجرای انحرافی، از مسیر اصلی برگرداندند و سطح آب تا سطح شهر شوشتر که روی تپه‌ای قرار دارد، بالا آمد.

#### قنات

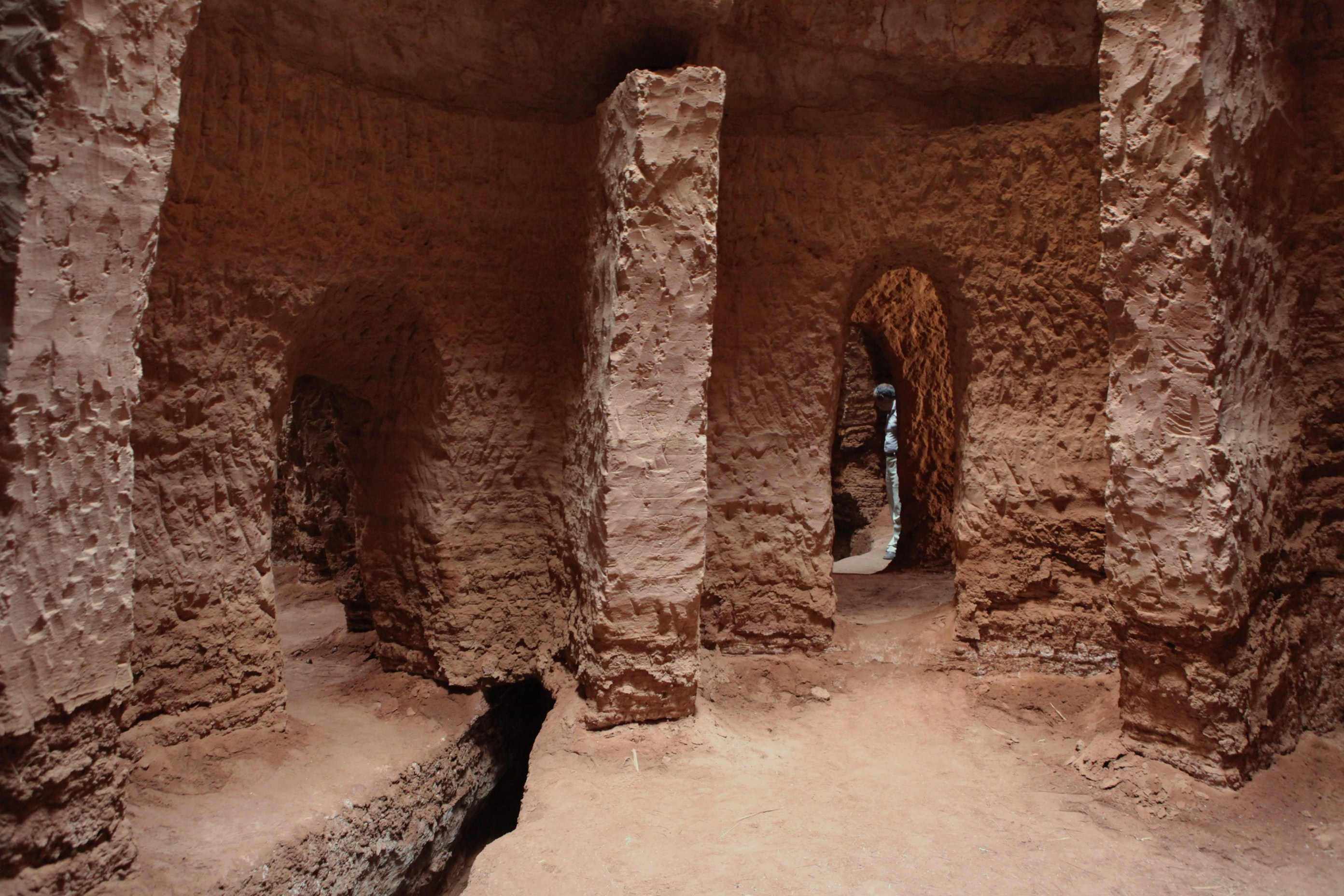
داخل یک قنات.

روش آبیاری با قنات از ویژگی‌های ایران است. قنات عبارت از مجاری زیرزمینی است که در زیر آبرفت‌ها کنده شده و نا دامنهٔ کوه‌ها می‌رسد و در فواصل مختلف هواخوری دارد. مادر چاه یا چند چاه به عمق ۱۵ تا ۱۰۰ متر کنده می‌شود و با شیب کم یعنی کمتر از شیب سطح زمین سرانجام آب بر روی زمین آورده‌می‌شود.

در زمان رومیان ساخت قنات از خاورمیانه به شمال آفریقا، اسپانیا و سیسیل رفت. در تونس و الجزیره هنوز تعدادی از واحه‌ها با این قنات‌ها آبیاری می‌شود. در ناحیهٔ تات صحرای آفریقا، ۱۹۰۰ کیلومتر از این قنات‌ها وجود دارد که از آن‌ها بهره‌برداری می‌شود. در حاشیهٔ جنوبی صحرای آفریقا قوم طوارق قنات را کار ایرانی می‌نامند.
این نکته که رومیان در توسعهٔ قنات به باختر عامل مؤثری بوده‌اند، پاره‌ای از محققان را بر آن داشته که تصور کنند که رومیان مخترع قنات می‌باشند اما این عقیده با در درست بودن مدارک کتبی بی‌شمار قابل دفاع نیست. سارگون دوم پادشاه آشور (۷۲۲–۷۰۵ پیش از میلاد) می‌گوید که وی مهار کردن آب‌های زیرزمینی را در ضمن مبارزه با کشور اورارتو (در شمال باختری ایران، نزدیک دریاچه ارومیه) که مردم آن به استخراج معادن استخراج داشته‌اند، آموخته‌است.

ترجمهٔ الواحی که در مصر پیدا شده وضع برخی از طرح‌های آبیاری را که توسط دریاسالار ایرانی به نام سیلکس در واحه کرقه پس از اینکه داریوش بزرگ آن کشور را گشود، انجام گرفته، نشان می‌دهد. در این لوحه نوشته شده‌است که سیلکس روش ایرانی آبیاری را به کار برد، یعنی آب را از جوی‌های زیرزمینی به دشت کرقه رساند. بقایای این قنات‌ها که اکنون پابرجاست و کار می‌کند مورد بررسی قرار گرفته و معلوم می‌شود که ایرانیان چشمهٔ آب زیرزمینی نیل را برگرداندند و آن را از زیرزمین به ۱۶۰ کیلومتری نیل بردند و به دشت کرقه رساندند.
پولیبیوس در نگارش وقایع جنگی میان آنتیوخوس بزرگ و پادشاه پارتی ایران اشک دوم (۲۱۲–۲۰۵ پیش از مسیح) قنات را قدری مفصل‌تر شرح می‌دهد. 

 در آن قسمت ماد آب در سطح زمین دیده نمی‌شود گرچه مجراهای زیرزمینی فراوان هست و در محل‌های مختلفی در بیابان چاه‌هایی زده‌اند که به آب می‌رسد و شخصی که در محل نباشد یا آنجا را نشناسد نمی‌داند که قنات‌ها کجا هستند. تعداد زیادی از این قنات‌ها در میان ملل به این دلیل باقی مانده‌است که ایرانیان در زمان فرمانروایی خود، حق بهره‌برداری از زمین‌های بایر را برای پنج نسل به افراد واگذار می‌کردند، مشروط به اینکه آب تازه به آن اراضی بیاورند، و چون تعداد زیادی رودخانه‌های عظیم از کوه توروس سرازیر می‌شود، مردم با زحمات زیاد و مخارج هنگفت این مجراهای زیرزمینی را ساختند.

### آسیاب بادی

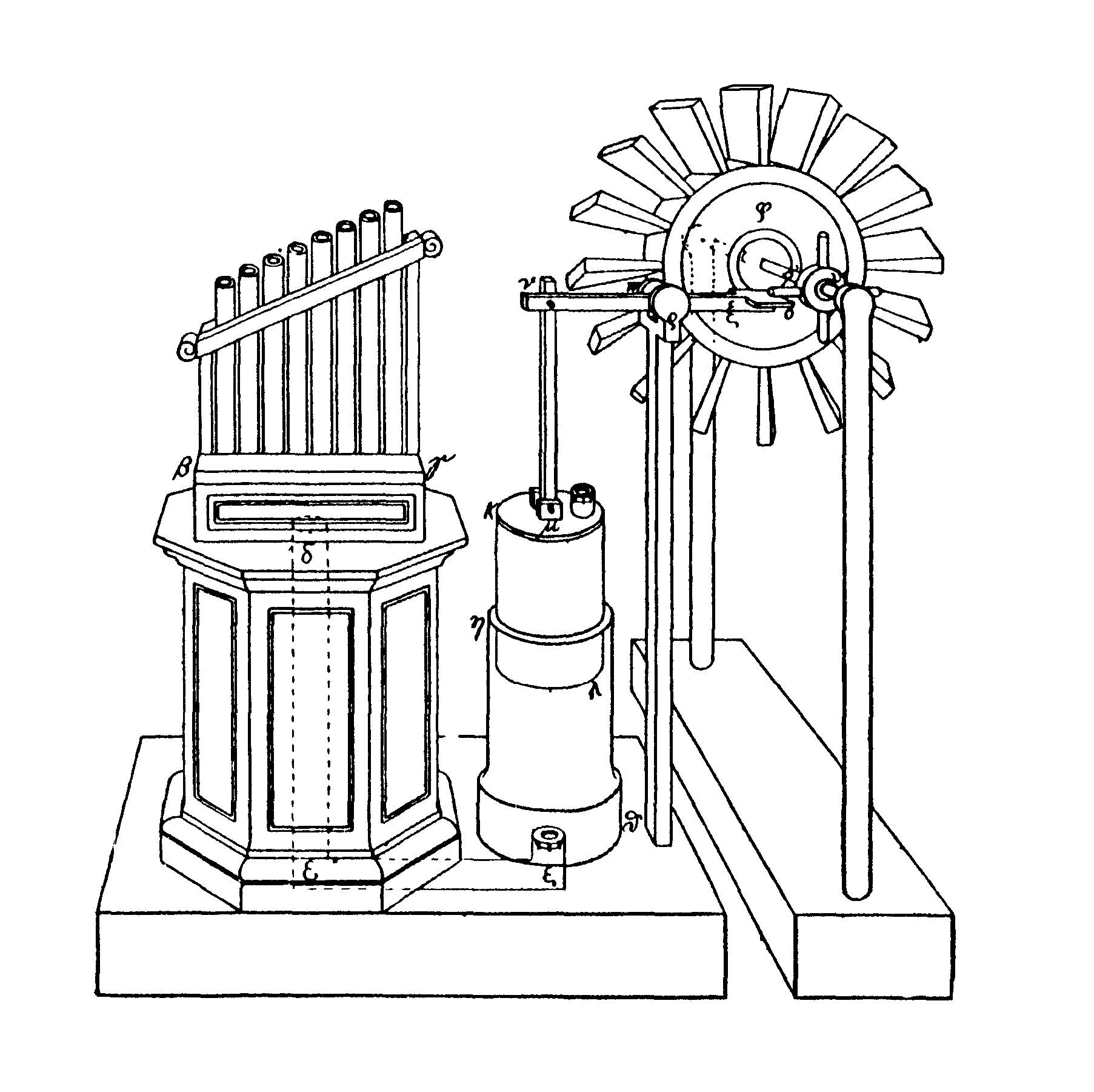
طرح یک آسیاب بادی.

بیشتر نویسندگان جدید تاریخ تکنولوژی در مورد پیدایش آسیاب بادی در ایران اتفاق نظر دارند. از اوائل دورهٔ اسلامی به بعد، در نوشته‌های موجود، به صراحت دربارهٔ آسیاب بادی یعنی منبع نیرویی که از آن برای آرد کردن غله و بالا آوردن آب استفاده می‌شود، بحث شده‌است. مسعودی تاریخ‌نویس حدود ۹۵۶ میلادی از قول طبری می‌نگارد که عمر خلیفهٔ دوم، از یک بردهٔ ایرانی به نام ابولولو پرسید: «شنیده‌ام که تو به خود بالیده و گفته‌ای که می‌توانی آسیابی بسازی که با باد حرکت کند.» ابولولو جواب می‌دهد «به خداوند سوگند آسیابی بسازم که همهٔ دنیا دربارهٔ آن سخن گویند.»

نخستین باری که از آسیاب بادی در شمال اروپا سخنی به میان می‌آید در فرمان فرانسه در سال ۱۱۰۵ میلادی است، به موجب این فرمان ایالت ارل در فرانسه ۵ درصد مالیات به محصول آسیای بادی وضع کرد. ظاهراً آسیاب بادی و بادبان‌های آن در سدهٔ سیزدهم که مغول‌ها در ایران و چین فرمانروایی داشتند، به چین رفته‌است.